# Coupe du monde de biathlon 2007-2008
Navigation
Édition précédente Édition suivante
La 31e édition de la Coupe du monde de biathlon démarre le 29 novembre 2007 par des épreuves individuelles (individuel) pour les hommes et les femmes organisées à Kontiolahti (Finlande). Les championnats du monde de biathlon se déroulent au début du mois de février à Östersund en Suède tandis que la saison s'achève mi-mars à Oslo (Norvège).
La pré-saison est marquée par le retrait de plusieurs biathlètes s'étant illustrés au cours des dernières années. Chez les hommes, le double vainqueur du classement général de la Coupe du monde et quadruple champion olympique Sven Fischer ou le Français Raphaël Poirée, quadruple vainqueur de la Coupe du monde et octuple champion du monde, ont annoncé leur retraite après plus de dix années au plus haut niveau. L'Allemand Ricco Gross, multiple champion olympique et champion du monde a également raccroché après la saison 2006-2007. Chez les femmes, la championne olympique française Florence Baverel-Robert ou la Norvégienne Linda Grubben multiple médaillée dans les grands rendez-vous, ont également pris leur retraite.

## Classements

### Classement général
Le classement général prend en compte seulement les vingt-trois meilleurs résultats de chaque biathlète sur les vingt-six épreuves.
| Rang | Nom                  | Pays      | Points |
| ---- | -------------------- | --------- | ------ |
| 1    | Ole Einar Bjørndalen | Norvège   | 869    |
| 2    | Dmitri Iarochenko    | Russie    | 696    |
| 3    | Emil Hegle Svendsen  | Norvège   | 687    |
| 4    | Michael Greis        | Allemagne | 596    |
| 5    | Ivan Tcherezov       | Russie    | 573    |
| 6    | Björn Ferry          | Suède     | 568    |
| 7    | Maxim Tchoudov       | Russie    | 541    |
| 8    | Halvard Hanevold     | Norvège   | 512    |
| 9    | Nikolay Kruglov      | Russie    | 493    |
| 10   | Andreas Birnbacher   | Allemagne | 481    |

| Rang | Nom                | Pays      | Points |
| ---- | ------------------ | --------- | ------ |
| 1    | Magdalena Neuner   | Allemagne | 818    |
| 2    | Sandrine Bailly    | France    | 805    |
| 3    | Andrea Henkel      | Allemagne | 766    |
| 4    | Kati Wilhelm       | Allemagne | 749    |
| 5    | Martina Glagow     | Allemagne | 679    |
| 6    | Ekaterina Iourieva | Russie    | 671    |
| 7    | Tora Berger        | Norvège   | 664    |
| 8    | Svetlana Sleptsova | Russie    | 579    |
| 9    | Helena Jonsson     | Suède     | 544    |
| 10   | Michela Ponza      | Italie    | 515    |

### Classement par discipline

#### Individuel
Le classement de l'individuel prend en compte seulement les deux meilleurs résultats de chaque biathlète sur les trois épreuves.
| Rang | Nom                  | Pays      | Points |
| ---- | -------------------- | --------- | ------ |
| 1    | Vincent Defrasne     | France    | 104    |
| 2    | Emil Hegle Svendsen  | Norvège   | 100    |
| 3    | Halvard Hanevold     | Norvège   | 82     |
| 4    | Maxim Tchoudov       | Russie    | 80     |
| 5    | Friedrich Pinter     | Autriche  | 69     |
| 6    | Simon Fourcade       | France    | 60     |
| 7    | Ole Einar Bjørndalen | Norvège   | 59     |
| 8    | Simon Eder           | Autriche  | 59     |
| 9    | Alexander Wolf       | Allemagne | 58     |
| 10   | Zdeněk Vítek         | Tchéquie  | 50     |

| Rang | Nom                  | Pays      | Points |
| ---- | -------------------- | --------- | ------ |
| 1    | Martina Glagow       | Allemagne | 139    |
| 2    | Tatiana Moiseeva     | Russie    | 111    |
| 3    | Ekaterina Iourieva   | Russie    | 107    |
| 4    | Helena Jonsson       | Suède     | 98     |
| 5    | Teja Gregorin        | Slovénie  | 81     |
| 6    | Anna Carin Olofsson  | Suède     | 80     |
| 7    | Simone Denkinger     | Allemagne | 72     |
| 8    | Natalia Levtchenkova | Moldavie  | 60     |
| 9    | Oksana Khvostenko    | Ukraine   | 54     |
| 10   | Ann Kristin Flatland | Norvège   | 52     |

#### Sprint
Le classement du sprint prend en compte seulement les neuf meilleurs résultats de chaque biathlète sur les dix épreuves.
| Rang | Nom                  | Pays      | Points |
| ---- | -------------------- | --------- | ------ |
| 1    | Ole Einar Bjørndalen | Norvège   | 383    |
| 2    | Dmitri Iarochenko    | Russie    | 291    |
| 3    | Emil Hegle Svendsen  | Norvège   | 253    |
| 4    | Michael Greis        | Allemagne | 233    |
| 5    | Björn Ferry          | Suède     | 222    |
| 6    | Andreas Birnbacher   | Allemagne | 194    |
| 7    | Ivan Tcherezov       | Russie    | 193    |
| 8    | Daniel Graf          | Allemagne | 184    |
| 9    | Nikolay Kruglov      | Russie    | 183    |
| 10   | Maxim Tchoudov       | Russie    | 182    |

| Rang | Nom                | Pays      | Points |
| ---- | ------------------ | --------- | ------ |
| 1    | Magdalena Neuner   | Allemagne | 326    |
| 2    | Sandrine Bailly    | France    | 318    |
| 3    | Kati Wilhelm       | Allemagne | 306    |
| 4    | Andrea Henkel      | Allemagne | 299    |
| 5    | Svetlana Sleptsova | Russie    | 297    |
| 6    | Tora Berger        | Norvège   | 271    |
| 7    | Ekaterina Iourieva | Russie    | 230    |
| 8    | Martina Glagow     | Allemagne | 205    |
| 9    | Kathrin Hitzer     | Allemagne | 186    |
| 10   | Kaisa Mäkäräinen   | Finlande  | 180    |

#### Poursuite
Le classement de la poursuite prend en compte seulement les sept meilleurs résultats de chaque biathlète sur les huit épreuves.
| Rang | Nom                  | Pays      | Points |
| ---- | -------------------- | --------- | ------ |
| 1    | Ole Einar Bjørndalen | Norvège   | 247    |
| 2    | Dmitri Iarochenko    | Russie    | 233    |
| 3    | Björn Ferry          | Suède     | 221    |
| 4    | Michael Greis        | Allemagne | 220    |
| 5    | Ivan Tcherezov       | Russie    | 220    |
| 6    | Emil Hegle Svendsen  | Norvège   | 210    |
| 7    | Michael Rösch        | Allemagne | 184    |
| 8    | Andreas Birnbacher   | Allemagne | 166    |
| 9    | Halvard Hanevold     | Norvège   | 160    |
| 10   | Maxim Tchoudov       | Russie    | 159    |

| Rang | Nom                | Pays      | Points |
| ---- | ------------------ | --------- | ------ |
| 1    | Sandrine Bailly    | France    | 300    |
| 2    | Andrea Henkel      | Allemagne | 289    |
| 3    | Kati Wilhelm       | Allemagne | 253    |
| 4    | Tora Berger        | Norvège   | 238    |
| 5    | Magdalena Neuner   | Allemagne | 232    |
| 6    | Martina Glagow     | Allemagne | 226    |
| 7    | Ekaterina Iourieva | Russie    | 207    |
| 8    | Svetlana Sleptsova | Russie    | 184    |
| 9    | Kathrin Hitzer     | Allemagne | 184    |
| 10   | Michela Ponza      | Italie    | 163    |

#### Départ Groupé
Le classement du départ groupé prend en compte seulement les quatre meilleurs résultats de chaque biathlète sur les cinq épreuves.
| Rang | Nom                  | Pays      | Points |
| ---- | -------------------- | --------- | ------ |
| 1    | Ole Einar Bjørndalen | Norvège   | 180    |
| 2    | Nikolay Kruglov      | Russie    | 143    |
| 3    | Dmitri Iarochenko    | Russie    | 128    |
| 4    | Michael Greis        | Allemagne | 125    |
| 5    | Emil Hegle Svendsen  | Norvège   | 124    |
| 6    | Maxim Tchoudov       | Russie    | 120    |
| 7    | Björn Ferry          | Suède     | 111    |
| 8    | Alexander Wolf       | Allemagne | 110    |
| 9    | Halvard Hanevold     | Norvège   | 109    |
| 10   | Tomasz Sikora        | Pologne   | 108    |

| Rang | Nom                | Pays      | Points |
| ---- | ------------------ | --------- | ------ |
| 1    | Magdalena Neuner   | Allemagne | 186    |
| 2    | Kati Wilhelm       | Allemagne | 138    |
| 3    | Michela Ponza      | Italie    | 135    |
| 4    | Helena Jonsson     | Suède     | 135    |
| 5    | Ekaterina Iourieva | Russie    | 127    |
| 6    | Andrea Henkel      | Allemagne | 125    |
| 7    | Kathrin Hitzer     | Allemagne | 124    |
| 8    | Oksana Khvostenko  | Ukraine   | 110    |
| 9    | Sandrine Bailly    | France    | 109    |
| 10   | Martina Glagow     | Allemagne | 106    |

#### Relais
Le classement du relais prend en compte seulement les quatre meilleurs résultats de chaque nation sur les cinq épreuves.
| Rang | Pays        | Points |
| ---- | ----------- | ------ |
| 1    | Norvège     | 196    |
| 2    | Russie      | 192    |
| 3    | Allemagne   | 175    |
| 4    | Suède       | 148    |
| 5    | Autriche    | 147    |
| 6    | France      | 146    |
| 7    | Italie      | 130    |
| 8    | Biélorussie | 122    |
| 9    | Ukraine     | 118    |
| 10   | Tchéquie    | 116    |

| Rang | Pays        | Points |
| ---- | ----------- | ------ |
| 1    | Allemagne   | 200    |
| 2    | Russie      | 178    |
| 3    | France      | 172    |
| 4    | Norvège     | 154    |
| 5    | Ukraine     | 152    |
| 6    | Suède       | 144    |
| 7    | Biélorussie | 132    |
| 8    | Chine       | 119    |
| 9    | Pologne     | 118    |
| 10   | Italie      | 112    |

## Calendrier et podiums

### Femmes
| 1. Kontiolahti (29 novembre 2007 - 2 décembre 2007) |                    |                |                  |                  |
| Date                                                | Épreuve            | Vainqueur      | Second           | Troisième        |
| 29/11/2007                                          | Individuel (15 km) | Martina Glagow | Tatiana Moiseeva | Simone Denkinger |
| 30/11/2007                                          | Sprint (7,5 km)    | Martina Glagow | Kati Wilhelm     | Tora Berger      |
| 02/12/2007                                          | Poursuite (10 km)  | Tora Berger    | Andrea Henkel    | Martina Glagow   |

| 2. Hochfilzen (7 décembre 2007 - 9 décembre 2007) |                   |                                                                      |                                                                              |                                                                               |
| Date                                              | Épreuve           | Vainqueur                                                            | Second                                                                       | Troisième                                                                     |
| 07/12/2007                                        | Sprint (7,5 km)   | Sandrine Bailly                                                      | Ekaterina Iourieva                                                           | Kati Wilhelm                                                                  |
| 08/12/2007                                        | Poursuite (10 km) | Sandrine Bailly                                                      | Ekaterina Iourieva                                                           | Kati Wilhelm                                                                  |
| 09/12/2007                                        | Relais (4 x 6 km) | Allemagne Martina Glagow Andrea Henkel Simone Denkinger Kati Wilhelm | Russie Svetlana Sleptsova Olga Anisimova Tatiana Moiseeva Ekaterina Iourieva | Suède Elisabeth Högberg Anna Carin Olofsson Anna Maria Nilsson Helena Jonsson |

| 3. Pokljuka (13 décembre 2007 - 16 décembre 2007) |                    |                                                                          |                                                                                 |                                                                           |
| Date                                              | Épreuve            | Vainqueur                                                                | Second                                                                          | Troisième                                                                 |
| 13/12/2007                                        | Individuel (15 km) | Ekaterina Iourieva                                                       | Michela Ponza                                                                   | Martina Glagow                                                            |
| 15/12/2007                                        | Sprint (7,5 km)    | Sandrine Bailly                                                          | Kaisa Mäkäräinen                                                                | Magdalena Neuner                                                          |
| 16/12/2007                                        | Relais (4 x 6 km)  | Allemagne Martina Glagow Sabrina Buchholz Magdalena Neuner Andrea Henkel | Russie Svetlana Sleptsova Oksana Neupokoeva Natalia Gousseva Ekaterina Iourieva | France Delphyne Peretto Marie-Laure Brunet Sylvie Becaert Sandrine Bailly |

| 4. Oberhof (3 janvier 2008 - 6 janvier 2008) |                         |                                                                      |                                                                         |                                                                               |
| Date                                         | Épreuve                 | Vainqueur                                                            | Second                                                                  | Troisième                                                                     |
| 03/01/2008                                   | Relais (4 x 6 km)       | Allemagne Simone Denkinger Andrea Henkel Kathrin Hitzer Kati Wilhelm | France Delphyne Peretto Sylvie Becaert Pauline Macabies Sandrine Bailly | Russie Svetlana Sleptsova Oksana Neupokoeva Tatiana Moiseeva Natalia Gousseva |
| 05/01/2008                                   | Sprint (7,5 km)         | Tora Berger                                                          | Svetlana Sleptsova                                                      | Magdalena Neuner                                                              |
| 06/01/2008                                   | Départ Groupé (12,5 km) | Magdalena Neuner                                                     | Olga Anisimova                                                          | Tatiana Moiseeva                                                              |

| 5. Ruhpolding (9 janvier 2008 - 13 janvier 2008) |                   |                                                                         |                                                                            |                                                                              |
| Date                                             | Épreuve           | Vainqueur                                                               | Second                                                                     | Troisième                                                                    |
| 09/01/2008                                       | Relais (4 x 6 km) | Allemagne Kathrin Hitzer Magdalena Neuner Sabrina Buchholz Kati Wilhelm | Norvège Tora Berger Anne Ingstadbjørg Solveig Rogstad Ann Kristin Flatland | Russie Svetlana Sleptsova Olga Anisimova Ekaterina Iourieva Natalia Gousseva |
| 11/01/2008                                       | Sprint (7,5 km)   | Svetlana Sleptsova                                                      | Helena Jonsson                                                             | Kati Wilhelm                                                                 |
| 13/01/2008                                       | Poursuite (10 km) | Solveig Rogstad                                                         | Kati Wilhelm                                                               | Kaisa Mäkäräinen                                                             |

| 6. Antholz (17 janvier 2008 - 20 janvier 2008) |                         |               |                     |                    |
| Date                                           | Épreuve                 | Vainqueur     | Second              | Troisième          |
| 17/01/2008                                     | Sprint (7,5 km)         | Kati Wilhelm  | Andrea Henkel       | Svetlana Sleptsova |
| 19/01/2008                                     | Poursuite (10 km)       | Andrea Henkel | Svetlana Sleptsova  | Tora Berger        |
| 20/01/2008                                     | Départ Groupé (12,5 km) | Andrea Henkel | Anna Carin Olofsson | Kati Wilhelm       |

| Championnats du monde 2008 à Östersund (9 février 2008 - 17 février 2008) |                         |                                                                      |                                                                          |                                                                           |
| Date                                                                      | Épreuve                 | Vainqueur                                                            | Second                                                                   | Troisième                                                                 |
| 09/02/2008                                                                | Sprint (7,5 km)         | Andrea Henkel                                                        | Albina Akhatova                                                          | Oksana Khvostenko                                                         |
| 10/02/2008                                                                | Poursuite (10 km)       | Andrea Henkel                                                        | Ekaterina Iourieva                                                       | Albina Akhatova                                                           |
| 13/02/2008                                                                | Individuel (15 km)      | Ekaterina Iourieva                                                   | Martina Glagow                                                           | Oksana Khvostenko                                                         |
| 16/02/2008                                                                | Départ Groupé (12,5 km) | Magdalena Neuner                                                     | Tora Berger                                                              | Ekaterina Iourieva                                                        |
| 17/02/2008                                                                | Relais (4 x 6 km)       | Allemagne Martina Glagow Andrea Henkel Magdalena Neuner Kati Wilhelm | Ukraine Oksana Yakovleva Vita Semerenko Valj Semerenko Oksana Khvostenko | France Delphyne Peretto Marie-Laure Brunet Sylvie Becaert Sandrine Bailly |

| 7. Pyeongchang (27 février 2008 - 2 mars 2008) |                   |                  |                 |                 |
| Date                                           | Épreuve           | Vainqueur        | Second          | Troisième       |
| 28/02/2008                                     | Sprint (7,5 km)   | Magdalena Neuner | Sandrine Bailly | Michela Ponza   |
| 01/03/2008                                     | Poursuite (10 km) | Sandrine Bailly  | Michela Ponza   | Albina Akhatova |

| 8. Khanty-Mansiïsk (6 mars 2008 - 9 mars 2008) |                         |                  |                  |                    |
| Date                                           | Épreuve                 | Vainqueur        | Second           | Troisième          |
| 06/03/2008                                     | Sprint (7,5 km)         | Magdalena Neuner | Sandrine Bailly  | Albina Akhatova    |
| 08/03/2008                                     | Poursuite (10 km)       | Kathrin Hitzer   | Sandrine Bailly  | Andrea Henkel      |
| 09/03/2008                                     | Départ Groupé (12,5 km) | Kathrin Hitzer   | Magdalena Neuner | Svetlana Sleptsova |

| 9. Oslo (13 mars 2008 - 16 mars 2008) |                         |                    |                 |               |
| Date                                  | Épreuve                 | Vainqueur          | Second          | Troisième     |
| 13/03/2008                            | Sprint (7,5 km)         | Svetlana Sleptsova | Tora Berger     | Kati Wilhelm  |
| 15/03/2008                            | Poursuite (10 km)       | Svetlana Sleptsova | Kati Wilhelm    | Liu Xianying  |
| 16/03/2008                            | Départ Groupé (12,5 km) | Kati Wilhelm       | Solveig Rogstad | Michela Ponza |

### Hommes
| 1. Kontiolahti (29 novembre 2007 - 2 décembre 2007) |                     |                       |                       |                   |
| Date                                                | Épreuve             | Vainqueur             | Second                | Troisième         |
| 29/11/2007                                          | Individuel (20 km)  | Vincent Defrasne      | Halvard Hanevold      | Maxim Tchoudov    |
| 01/12/2007                                          | Sprint (10 km)      | Ole Einar Bjoerndalen | Dmitri Iarochenko     | Carsten Pump      |
| 02/12/2007                                          | Poursuite (12,5 km) | Ivan Tcherezov        | Ole Einar Bjoerndalen | Dmitri Iarochenko |

| 2. Hochfilzen (7 décembre 2007 - 9 décembre 2007) |                     |                                                                                |                                                                        |                                                                |
| Date                                              | Épreuve             | Vainqueur                                                                      | Second                                                                 | Troisième                                                      |
| 07/12/2007                                        | Sprint (10 km)      | Dmitri Iarochenko                                                              | Ole Einar Bjoerndalen                                                  | Andrei Makoveev                                                |
| 08/12/2007                                        | Poursuite (12,5 km) | Ole Einar Bjoerndalen                                                          | Dmitri Iarochenko                                                      | Daniel Graf                                                    |
| 09/12/2007                                        | Relais (4 x 7,5 km) | Norvège Emil Hegle Svendsen Alexander Os Halvard Hanevold Ole Einar Bjørndalen | Russie Ivan Tcherezov Maxim Tchoudov Nikolay Kruglov Dmitri Iarochenko | Allemagne Michael Rösch Daniel Graf Carsten Pump Michael Greis |

| 3. Pokljuka (13 décembre 2007 - 16 décembre 2007) |                     |                                                                         |                                                                         |                                                                             |
| Date                                              | Épreuve             | Vainqueur                                                               | Second                                                                  | Troisième                                                                   |
| 13/12/2007                                        | Individuel (20 km)  | Emil Hegle Svendsen                                                     | Alexander Wolf                                                          | Sergey Sednev                                                               |
| 15/12/2007                                        | Sprint (10 km)      | Ole Einar Bjoerndalen                                                   | Dmitri Iarochenko                                                       | Mattias Nilsson                                                             |
| 16/12/2007                                        | Relais (4 x 7,5 km) | Russie Andrei Makoveev Maxim Tchoudov Dmitri Iarochenko Nikolay Kruglov | Allemagne Michael Rösch Alexander Wolf Andreas Birnbacher Michael Greis | Autriche Daniel Mesotitsch Friedrich Pinter Dominik Landertinger Simon Eder |

| 4. Oberhof (3 janvier 2008 - 6 janvier 2008) |                       |                                                                                |                                                                        |                                                                         |
| Date                                         | Épreuve               | Vainqueur                                                                      | Second                                                                 | Troisième                                                               |
| 04/01/2008                                   | Relais (4 x 7,5 km)   | Norvège Emil Hegle Svendsen Alexander Os Halvard Hanevold Ole Einar Bjørndalen | Russie Ivan Tcherezov Maxim Tchoudov Dmitri Iarochenko Nikolay Kruglov | Allemagne Michael Rösch Alexander Wolf Andreas Birnbacher Michael Greis |
| 05/01/2008                                   | Sprint (10 km)        | Tomasz Sikora                                                                  | Ole Einar Bjørndalen                                                   | Emil Hegle Svendsen                                                     |
| 06/01/2008                                   | Départ Groupé (15 km) | Ole Einar Bjørndalen                                                           | Nikolay Kruglov                                                        | Emil Hegle Svendsen                                                     |

| 5. Ruhpolding (9 janvier 2008 - 13 janvier 2008) |                     |                                                                                  |                                                                        |                                                                   |
| Date                                             | Épreuve             | Vainqueur                                                                        | Second                                                                 | Troisième                                                         |
| 10/01/2008                                       | Relais (4 x 7,5 km) | Norvège Emil Hegle Svendsen Rune Bratsveen Halvard Hanevold Ole Einar Bjørndalen | Russie Ivan Tcherezov Nikolay Kruglov Dmitri Iarochenko Maxim Tchoudov | Allemagne Michael Rösch Alexander Wolf Carsten Pump Michael Greis |
| 12/01/2008                                       | Sprint (10 km)      | Michael Greis                                                                    | Maxim Tchoudov                                                         | Alexander Wolf                                                    |
| 13/01/2008                                       | Poursuite (12,5 km) | Michael Greis                                                                    | Maxim Tchoudov                                                         | Emil Hegle Svendsen                                               |

| 6. Antholz (17 janvier 2008 - 20 janvier 2008) |                       |                      |                 |                      |
| Date                                           | Épreuve               | Vainqueur            | Second          | Troisième            |
| 18/01/2008                                     | Sprint (10 km)        | Michael Greis        | Nikolay Kruglov | Ole Einar Bjørndalen |
| 19/01/2008                                     | Poursuite (12,5 km)   | Björn Ferry          | Nikolay Kruglov | Michael Greis        |
| 20/01/2008                                     | Départ Groupé (15 km) | Ole Einar Bjørndalen | Björn Ferry     | Michael Greis        |

| Championnats du monde 2008 à Östersund (9 février 2008 - 17 février 2008) |                       |                                                                        |                                                                                  |                                                                         |
| Date                                                                      | Épreuve               | Vainqueur                                                              | Second                                                                           | Troisième                                                               |
| 09/02/2008                                                                | Sprint (10 km)        | Maxim Tchoudov                                                         | Halvard Hanevold                                                                 | Ole Einar Bjørndalen                                                    |
| 10/02/2008                                                                | Poursuite (12,5 km)   | Ole Einar Bjørndalen                                                   | Maxim Tchoudov                                                                   | Alexander Wolf                                                          |
| 14/02/2008                                                                | Individuel (20 km)    | Emil Hegle Svendsen                                                    | Ole Einar Bjørndalen                                                             | Maxim Maksimov                                                          |
| 16/02/2008                                                                | Relais (4 x 7,5 km)   | Russie Ivan Tcherezov Nikolay Kruglov Dmitri Iarochenko Maxim Tchoudov | Norvège Emil Hegle Svendsen Rune Bratsveen Halvard Hanevold Ole Einar Bjørndalen | Allemagne Michael Rösch Alexander Wolf Andreas Birnbacher Michael Greis |
| 17/02/2008                                                                | Départ Groupé (15 km) | Emil Hegle Svendsen                                                    | Ole Einar Bjørndalen                                                             | Maxim Tchoudov                                                          |

| 7. Pyeongchang (27 février 2008 - 2 mars 2008) |                     |                     |                  |                  |
| Date                                           | Épreuve             | Vainqueur           | Second           | Troisième        |
| 27/02/2008                                     | Sprint (10 km)      | Emil Hegle Svendsen | Halvard Hanevold | Friedrich Pinter |
| 29/02/2008                                     | Poursuite (12,5 km) | Michael Greis       | Halvard Hanevold | Alexander Os     |

| 8. Khanty-Mansiïsk (6 mars 2008 - 9 mars 2008) |                       |                      |                     |                 |
| Date                                           | Épreuve               | Vainqueur            | Second              | Troisième       |
| 06/03/2008                                     | Sprint (10 km)        | Ole Einar Bjørndalen | Emil Hegle Svendsen | Andrei Makoveev |
| 08/03/2008                                     | Poursuite (12,5 km)   | Emil Hegle Svendsen  | Tomasz Sikora       | Andrei Makoveev |
| 09/03/2008                                     | Départ Groupé (15 km) | Tomasz Sikora        | Daniel Graf         | Michal Šlesingr |

| 9. Oslo (13 mars 2008 - 16 mars 2008) |                       |                     |                  |                     |
| Date                                  | Épreuve               | Vainqueur           | Second           | Troisième           |
| 13/03/2008                            | Sprint (10 km)        | Emil Hegle Svendsen | Michael Rösch    | Friedrich Pinter    |
| 15/03/2008                            | Poursuite (12,5 km)   | Ivan Tcherezov      | Friedrich Pinter | Emil Hegle Svendsen |
| 16/03/2008                            | Départ Groupé (15 km) | Michal Šlesingr     | Nikolay Kruglov  | Halvard Hanevold    |

### Mixte
| Championnats du monde 2008 à Östersund (9 février 2008 - 17 février 2008) |                              |                                                                              |                                                                                    |                                                                               |
| Date                                                                      | Épreuve                      | Vainqueur                                                                    | Second                                                                             | Troisième                                                                     |
| 16/02/2008                                                                | Relais 2 × 6 km + 2 × 7,5 km | Allemagne Sabrina Buchholz Magdalena Neuner Andreas Birnbacher Michael Greis | Biélorussie Liudmila Kalinchik Daria Domratchawa Rustam Valiullin Siarhieï Novikaw | Russie Svetlana Sleptsova Oksana Neupokoeva Nikolay Kruglov Dmitri Iarochenko |

| 7. Pyeongchang (27 février 2008 - 2 mars 2008) |                              |                                                                               |                                                                                |                                                                        |
| Date                                           | Épreuve                      | Vainqueur                                                                     | Second                                                                         | Troisième                                                              |
| 02/03/2008                                     | Relais 2 × 6 km + 2 × 7,5 km | Norvège Ann Kristin Flatland Solveig Rogstad Hans Martin Gjedrem Alexander Os | Italie Michela Ponza Katja Haller Rene Laurent Vuillermoz Christian de Lorenzi | France Julie Carraz-Collin Pauline Macabies Simon Fourcade Alexis Bœuf |